# Camponotus simpsoni
Camponotus simpsoni é uma espécie de inseto do gênero Camponotus, pertencente à família Formicidae.